# Artur Semenov
Artur Semenov (tiếng Belarus: Артур Сямёнаў; tiếng Nga: Артур Семёнов; sinh 21 tháng 10 năm 1994) là một cầu thủ bóng đá Belarus. Tính đến năm 2017, anh thi đấu cho Naftan Novopolotsk.